# Amt Wilstermarsch
Het Amt Wilstermarsch is een Amt in de Duitse deelstaat Sleeswijk-Holstein. Het wordt gevormd door 14 gemeenten in de Kreis Steinburg. Het bestuur zetelt in de stad Wilster, die zelf echter geen deel uitmaakt van het Amt.

## Deelnemende gemeenten
| 1. Aebtissinwisch 2. Beidenfleth 3. Brokdorf 4. Büttel 5. Dammfleth | 1. Ecklak 2. Kudensee 3. Landrecht 4. Landscheide 5. Neuendorf-Sachsenbande | 1. Nortorf 2. Sankt Margarethen 3. Stördorf 4. Wewelsfleth |

## Geschiedenis
Het Amt Wilstermarsch ontstond in 1970 uit een fusie van de voormalige Ämter Sankt Margarethen, Wewelsfleth en Wilster-Land. Sinds 2005 heeft het Amt een Verwaltungsgemeinschaft met Wilster.